# Marta Taberyová
Marta Taberyová (22. září 1930, Olomouc – 22. července 2019, Ústí nad Labem) byla česká sochařka, keramička, kurátorka a ilustrátorka. Vystudovala na Střední průmyslové škole sklářské v Železném Brodě a na Střední průmyslové škole keramické v Praze, poté na přelomu 40. a 50. let si rozšířila studia na Vysoké škole uměleckoprůmyslové, v 60. let pracovala na individuální keramické tvorbě. V České republice a zahraničí najdeme více než 140 velkých keramických stěn, které realizovala. Její práce v architektuře se nacházejí v Německých městech Frankfurtu nad Mohanem, Essen, Bad Königstein, v Česku pak v Ostravě, Pardubicích, Neratovicích. Její dílo Krajina mohou také spatřit cestující ve stanici metra na Smíchovském nádraží v Praze, či diváci diváci ve Stavovském divadle, kde je umístěna kompozice Po představení.

## Dílo
Příklady děl ve veřejném prostoru:
- 1972: Labe – keramika, Nám. Republiky, Neratovice[2]
- 1980: Květy – 80. léta, keramika, Ústí n.L.-Brná, koupaliště, fasáda šaten[3]
- 1980: Lán – keramika, Břetislavova 2955/2, Břeclav[4]
- 1985: Naděje – Milenci – 1985, keramika, Budínova, Praha 8 - Libeň[5]